# Lijst van voetbalinterlands Ethiopië - Kameroen
Deze lijst van voetbalinterlands is een overzicht van alle officiële voetbalwedstrijden tussen de nationale teams van Ethiopië en Kameroen. De landen hebben tot op heden drie keer tegen elkaar gespeeld. De eerste ontmoeting, een groepswedstrijd tijdens de Afrika Cup 1970, werd gespeeld in Khartoem (Soedan) op 8 februari 1970. Het laatste duel, een groepswedstrijd tijdens de Afrika Cup 2021, werd gespeeld in Yaoundé (Kameroen) op 13 januari 2022.

## Wedstrijden
| № | Plaats   | Datum           | Competitie                           | Wedstrijd           | Uitslag |
| - | -------- | --------------- | ------------------------------------ | ------------------- | ------- |
| 1 | Khartoem | 8 februari 1970 | Afrika Cup 1970                      | Kameroen − Ethiopië | 3 − 2   |
| 2 | Butare   | 21 januari 2016 | African Championship of Nations 2016 | Kameroen − Ethiopië | 0 − 0   |
| 3 | Yaoundé  | 13 januari 2022 | Afrika Cup 2021                      | Kameroen − Ethiopië | 4 − 1   |

## Samenvatting
| Competitie                      | Totaal gespeeld | Winst Ethiopië | Gelijk | Winst Kameroen | Doelsaldo Ethiopië – Kameroen |
| ------------------------------- | --------------- | -------------- | ------ | -------------- | ----------------------------- |
| Afrika Cup                      | 2               | 0              | 0      | 2              | 3 − 7                         |
| African Championship of Nations | 1               | 0              | 1      | 0              | 0 − 0                         |
| Totaal                          | 3               | 0              | 1      | 2              | 3 − 7                         |

Wedstrijden bepaald door strafschoppen worden, in lijn met de FIFA, als een gelijkspel gerekend.
EFF · 
A-internationals · 
Ethiopisch vrouwenelftal · Olympisch elftal
1940 – 1949 · 
1950 – 1959 · 
1960 – 1969 · 
1970 – 1979 · 
1980 – 1989 · 
1990 – 1999 · 
2000 – 2009 · 
2010 – 2019 ·
2020 − 2029
Algerije ·
Angola ·
Benin ·
Botswana ·
Burkina Faso ·
Burundi ·
Centraal-Afrikaanse Republiek ·
Comoren ·
Congo-Brazzaville ·
Congo-Kinshasa ·
Djibouti ·
Egypte ·
Ghana ·
Griekenland ·
Guinee ·
Guinee-Bissau ·
Guyana ·
Israël ·
Ivoorkust ·
Jemen ·
Joegoslavië ·
Kaapverdië ·
Kameroen ·
Kenia ·
Lesotho ·
Liberia ·
Libië ·
Madagaskar ·
Malawi ·
Mali ·
Marokko ·
Mauritanië ·
Mauritius ·
Mozambique ·
Namibië ·
Niger ·
Nigeria ·
Oeganda ·
Rwanda ·
Sao Tomé en Principe ·
Senegal ·
Seychellen ·
Sierra Leone ·
Soedan ·
Somalië ·
Tanzania ·
Togo ·
Tsjaad ·
Tunesië ·
Turkije ·
Zambia ·
Zimbabwe ·
Zuid-Afrika ·
Zuid-Jemen ·
Zuid-Soedan
FCF · A-internationals · Selecties · Bondscoaches · Statistieken · Kameroens vrouwenelftal · Kameroen U21 · Kameroen U20 · Kameroen U19 · Kameroen U18 · Kameroen U17
1960 – 1969 · 
1970 – 1979 · 
1980 – 1989 · 
1990 – 1999 · 
2000 – 2009 · 
2010 – 2019 ·
2020 − 2029
CC 2001 · 
CC 2003
WK 1982 · 
WK 1990 · 
WK 1994 · 
WK 1998 · 
WK 2002 · 
WK 2010 · 
WK 2014 ·
WK 2022
OS 1984 · 
OS 2000 · 
OS 2008
1961 · 
1960 · 
1961 · 
1962 · 
1963 · 
1964 · 
1965 · 
1966 · 
1967 · 
1968 · 
1969 · 
1970 · 
1971 · 
1972 · 
1973 · 
1974 · 
1975 · 
1976 · 
1977 · 
1978 · 
1979 · 
1980 · 
1981 · 
1982 · 
1983 · 
1984 · 
1985 · 
1986 · 
1987 · 
1988 · 
1989 · 
1990 · 
1991 · 
1992 · 
1993 · 
1994 · 
1995 · 
1996 · 
1997 · 
1998 · 
1999 · 
2000 · 
2001 · 
2002 · 
2003 · 
2004 · 
2005 · 
2006 · 
2007 · 
2008 · 
2009 · 
2010 · 
2011 · 
2012 · 
2013 ·
2014 ·
2015 ·
2016 ·
2017 ·
2018 ·
2019 ·
2020 ·
2021 ·
2022
Albanië ·
Algerije ·
Angola ·
Argentinië ·
Australië ·
Benin ·
Bolivia ·
Brazilië ·
Bulgarije ·
Burkina Faso ·
Burundi ·
Canada ·
Centraal-Afrikaanse Republiek ·
Chili ·
Colombia ·
Comoren ·
Congo-Brazzaville ·
Congo-Kinshasa ·
Costa Rica ·
Cuba ·
Denemarken ·
Duitsland ·
Egypte ·
Engeland ·
Equatoriaal-Guinea ·
Eritrea ·
Ethiopië ·
Finland ·
Frankrijk ·
Gabon ·
Gambia ·
Georgië ·
Ghana ·
Griekenland ·
Guinee ·
Guinee-Bissau ·
Ierland ·
India ·
Indonesië ·
Iran ·
Italië ·
Ivoorkust ·
Jamaica ·
Japan ·
Kaapverdië ·
Kenia ·
Koeweit ·
Kroatië ·
Lesotho ·
Liberia ·
Libië ·
Luxemburg ·
Madagaskar ·
Malawi ·
Mali ·
Marokko ·
Mauritanië ·
Mauritius ·
Mexico ·
Moldavië · 
Mozambique ·
Namibië ·
Nederland ·
Niger ·
Nigeria ·
Noord-Macedonië ·
Noorwegen ·
Oeganda ·
Oekraïne ·
Oezbekistan ·
Oostenrijk ·
Panama ·
Paraguay ·
Peru ·
Polen ·
Portugal ·
Roemenië ·
Rusland ·
Rwanda ·
Saoedi-Arabië ·
Sao Tomé en Principe ·
Senegal ·
Servië ·
Sierra Leone ·
Slowakije ·
Soedan ·
Somalië ·
Sovjet-Unie ·
Swaziland ·
Tanzania ·
Thailand · 
Togo ·
Tsjaad ·
Tunesië ·
Turkije ·
Verenigde Staten ·
Zambia ·
Zimbabwe ·
Zuid-Afrika ·
Zuid-Korea ·
Zuid-Soedan ·
Zweden ·
Zwitserland
Brazilië (2014) · 
Brazilië (2022) · 
Denemarken (2010) · 
Egypte (2017) ·
Frankrijk (2003) · 
Italië (1982) · 
Japan (2010) · 
Kroatië (2014) · 
Mexico (2014) ·
Nederland (2010) · 
Peru (1982) · 
Polen (1982) · 
Servië (2022)